# ʿAbd al-Wāhid al-Marrākuschī
ʿAbd al-Wāhid al-Marrākuschī (arabisch عبد الواحد المراكشي, DMG ʿAbd al-Wāḥid al-Marrākušī; * 7. Juli 1185 in Marrakesch; † um 1228 in Ägypten, Ort unsicher) war ein marokkanischer Historiograph und islamischer Gelehrter.

## Biographie
Al-Marrakushi wurde unter der Herrschaft des Almohadensultans Yaʿqūb al-Mansūr (reg. 1184–1199) in Marrakesch geboren. Im Alter von neun Jahren ging er – wahrscheinlich nicht in Begleitung seiner Eltern – nach Fès, um in der geistigen und religiösen Metropole des Reiches seine Studien fortzusetzen. Letztlich jedoch pendelte er zwischen beiden Städten hin und her. Im Jahr 1206 reiste er nach Andalusien, kehrte jedoch drei Jahre nach der Niederlage der islamischen Heere bei Las Navas de Tolosa (1212) nach Marokko zurück. Wahrscheinlich im Jahre 1217 brach er zu einer Reise nach Ägypten und Mekka auf. Die letzten Jahre seines Lebens verbrachte er wohl in Ägypten, wo er die Phase des allmählichen Niedergangs der Almohaden nicht mehr erlebte, aber sein Buch zur Geschichte der Dynastie im Jahre 1224 veröffentlichte.

## Werk
Sein Buch nannte er Kitab al-mujib fi talkhis akhbar ahl al-Maghrib (deutsch etwa: „Ein unterhaltsames und lehrreiches Buch zur Geschichte des Maghreb“). Darin schilderte er den Machtwechsel von den Almoraviden zu den Almohaden sowie deren Blütezeit in einer durchaus lesbaren Weise mit vielen Anekdoten. Er wandte sich damit an Studierende, die schon damals von akademischen Lehrstoffen und ihrer trockenen Darbietung gelangweilt waren. Er kam wahrscheinlich in persönlichen Kontakt mit dem etwa 20 Jahre älteren Philosophen Averroes (Ibn Ruschd).

## Bewertung
Sein Buch wird von der Forschung als vergleichsweise genau und objektiv bezeichnet. Auch die Lehren des Dynastiegründers Mohammed Ibn Tumart schildert er nach bestem Wissen. Erstaunen erregte auch seine durchaus neutrale, manchmal sogar positive Schilderung der Taten der Almoraviden, der den Almohaden zutiefst verhassten Vorgängerdynastie.

## Zitat
„Ich habe nur das aufgeschrieben, was ich für wahr hielt und in Büchern fand, von vertrauenswürdigen Personen hörte oder selbst gesehen habe – mit dem strikten Ziel die Wahrheit zu berichten und dabei gerecht zu sein. Die größte Sorgfalt habe ich darauf verwandt, keine einzige gute Verhaltensweise zu verschweigen, aber auch niemandem ein einziges Lob zukommen zu lassen, welches er nicht verdiente.“ (Übersetzung aus dem Englischen)